# Peter Twiss
Lionel Peter Twiss (Lindfield, 23 luglio 1921 – 31 agosto 2011) è stato un militare e aviatore inglese, veterano della seconda guerra mondiale che nel 1946 entrò a far parte della azienda Fairey come pilota collaudatore di aeroplani. Volando a bordo di un Fairey Delta 2 il 10 marzo 1956 stabilì il nuovo record mondiale di velocità, raggiungendo i 1 811 km/h (1 132 mph), che gli valse l'assegnazione del Britannia Trophy e del Seagrave Trophy. Nel 1960 lasciò il mondo dell'aviazione ricoprendo incarichi di prestigio in quello nautico, fu direttore delle società Fairey Marine (1968-1978) e Hamble Point Marine (1978-1988). È apparso anche nei film Affondate la Bismarck! e A 007, dalla Russia con amore.

## Biografia
Nacque a Lindfield, Sussex, il 23 luglio 1921, figlio di un ufficiale dell'esercito Dopo aver frequentato le scuole primarie a Haywards Heath compì gli studi secondari presso la Sherborne School di Sherbone, nel nord-ovest del Dorset. Nel 1938 fu assunto come apprendista degustatore di te presso la ditta Brooke Bond di Londra, ritornando poi a lavorare presso la fattoria di famiglia a Salisbury. 
Respinto il suo arruolamento come pilota presso la Fleet Air Arm, quando nel settembre 1939 scoppiò la seconda guerra mondiale si arruolò come Marinaio aviere di seconda classe ed imparò a volare. Dopo aver completato il corso presso la 14th Elementary and Reserve Flying Training School presso l'aeroporto di Castle Bromwich continuò a volare sui Fairey Battle e gli Hawker Hart. Al termine dell'addestramento operativo effettuato sulla RNAS Yeovilton transitò presso la Scuola di aerocooperazione di Andover dove pilotò i bombardieri Bristol Blenheim a doppio comando. In seguito fu assegnato al No.771 Squadron di stanza sulle Isole Orcadi volando a bordo di numerosi tipi di aeroplani nelle più diverse tipologie di missioni, inclusi voli invernali di osservazione e traino bersagli sugli aerosiluranti Fairey Swordfish con posto di pilotaggio aperto.
Transitato alla Merchant Ship Fighter Unit fu assegnato alle navi CAM dotate di catapulta per il lancio dei caccia Hawker Hurricane, passando successivamente al No.807 Squadron imbarcato sulla portaerei Argus e dotato dei caccia Fairey Fulmar. Decorato con la Distinguished Service Cross nel giugno 1942, nel corso del medesimo anno il suo squadron ricevette i nuovi caccia Supermarine Seafire e si imbarcò sulla portaerei Furious in vista dell'inizio dell'Operazione Torch, cioè lo sbarco alleato in Africa del nord. Distintosi durante le operazioni belliche a copertura degli sbarchi ricevette la bar per la sua DSC nel marzo 1943, quando aveva ottenuto la sua prima vittoria aerea a spese di un caccia Fiat C.R.42 Falco (14 maggio 1942) della Regia Aeronautica italiana.
Assegnato alla RNAS Ford, nel West Sussex, eseguì missioni a lungo raggio sulla Germania per affinare le tattiche di caccia notturna della Fighter Interception Unit della Royal Air Force. Dalla base di Ford la sua unità affinò le tattiche volando in missioni sull'Europa occupata a bordo dei Bristol Beaufighter e de Havilland Mosquito. Nel corso del 1944 conseguì l'abbattimento di due bombardieri Junkers Ju 88, e in quello stesso anno fu inviato negli Stati Uniti presso la British Air Commission di Washington dove ebbe la possibilità di provare in volo e valutare svariati tipi di velivoli e radar da intercettazione. Promosso capitano di corvetta, nel 1945 frequentò il 3º Corso presso l'Empire Test Pilot School (ETPS) sull'aeroporto di Cranfield venendo quindi assegnato al Naval Squadron dell'Aeroplane and Armament Experimental Establishment di Boscombe Down. 
Nel 1946 entrò in servizio presso la ditta Fairey come pilota collaudatore, effettuando le valutazioni di numerosi tipi di velivoli come Fairey Primer, Fairey Gannet, Fairey Firefly, Fairey Delta 1 e Fairey Rotodyne. Nel 1947 partecipò ai Lympne Air Races volando su un Fairey Firefly Mk.IV, e vinse la gara di velocità a 305,93 mph. Nel 1954 divenne capo pilota collaudatore della Fairey Aviation e per i successivi due anni lavorò al progetto del velivolo supersonico con ala a delta Fairey Delta 2. Il 17 novembre 1955, a causa di un guasto all'impianto propulsivo, effettuò un atterraggio a motore spento sulla base di Boscombe Down salvando l'aereo. Per questo fatto ricevette la Queen's Commendation for Valuable Service. Una volta riparato l'aereo, il 10 marzo 1956 stabilì il nuovo record mondiale di velocità portandolo a 1.811 km/h (1.132 mph). In seguitò volando sull'elicoplano Fairey Rotodyne stabilì il record mondiale di velocità su circuito chiuso di 100 km.
Quando nel 1960 la Fairey fu venduta alla Westland Aircraft, ditta specializzata nella produzione di elicotteri, egli abbandonò il mondo dell'aviazione trasferendosi alla Fairey Marine come responsabile della vendita dei day-cruise, apparendo in quello stesso anno anche nel film Affondate la Bismarck! al comando di un aerosilurante Fairey Swordfish.
Nel 1963 apparve anche nel film della serie di James Bond A 007, dalla Russia con amore alla guida di un motoscafo della società. Il suo lavoro come consulente marittimo lo portò a dirigere le società Fairey Marine (1968-1978) e Hamble Point Marine (1978-1988). Nel 1969, al comando del Fairey Huntsman 707 Fordsport, prese parte alla Round Britain Powerboat Race annoverando tra il suo equipaggio il campione di rally Roger Clark. Sposatosi cinque volte, si spense il 31 agosto 2011.

## Pubblicazioni
- Far than the Sun, Grub Street Publishing, London, 2000

### Annotazioni
1. ↑  Suo nonno era un ammiraglio della Royal Navy.
2. ↑  Su questa base volò a bordo dei caccia Blackburn Roc, Gloster Gladiator, e dei cacciabombardieri Blackburn Skua.
3. ↑  Durante la sua permanenza negli USA prestò servizio presso la Naval Air Station di Patuxement River, Maryland.
4. ↑  Le mogli furono Costance Tomkinson, Vera Maguire e Cherry Huggins da cui divorziò, e Heather Danby, morta nel 1988. La quinta moglie, Jane de Lucey gli sopravvisse. Da loro ebbe un figlio, tre figlie e diversi figliastri.

### Fonti
1. 1 2 3 4 5 6 7 8   Peter Twiss Obituary, in The Guardian, 2 settembre 2011. Online version
2. 1 2 3 4 5  Brief autobiography Archiviato il 14 aprile 2013 in Archive.is.
3. 1 2 3 4 5 6 7 8   Obituary: Lieutenant-Commander Peter Twiss, in The Daily Telegraph, 2 settembre 2011. Online version
4. ↑  winning the high-speed race at 305.93 mph
5. ↑  Flight Magazine 23 March 1956